# 張靜文 (台灣)
張靜文（1966年1月17日—），台灣政治人物、學者，曾任行政院原子能委員會政務副主任委員、主任委員。
張靜文畢業於國立台灣大學公共衛生研究所碩士及美國辛辛那提大學環境衛生研究所博士。